# Lužice (ort i Tjeckien, Södra Mähren)
Lužice är en ort i Tjeckien.   Den ligger i regionen Södra Mähren, i den sydöstra delen av landet, 240 km sydost om huvudstaden Prag. Lužice ligger 174 meter över havet och antalet invånare är 2 750.
Terrängen runt Lužice är platt. Runt Lužice är det ganska tätbefolkat, med 83 invånare per kvadratkilometer. Närmaste större samhälle är Hodonín, 4,6 km öster om Lužice. Trakten runt Lužice består till största delen av jordbruksmark.